# Potters Bar
Potters Bar – miasto w Anglii, w hrabstwie Hertfordshire, w dystrykcie Hertsmere. Leży 13 km na południowy zachód od miasta Hertford i 22 km na północ od centrum Londynu. W 2001 miasto liczyło 21 618 mieszkańców.

## Transport

### Transport drogowy
Potters Bar znajduje się przy autostradzie M25, z którą ma połączenie na węźle 24. Przez miasto przebiegają drogi krajowe A111, A1000, B156 oraz B556.

### Transport kolejowy
W mieście znajduje się stacja kolejowa. Zatrzymują się na niej pociągi jadące do London King’s Cross, London Moorgate, Welwyn Garden City, Cambridge, Peterborough.

## Współpraca
- Viernheim, Niemcy
- Franconville, Francja